# 卒業バカメンタリー
『卒業バカメンタリー』（そつぎょうバカメンタリー）は、2018年1月23日（22日深夜）から3月27日（26日深夜）まで毎週火曜0:59-1:29（シンドラ枠、JST）で放送されたテレビドラマ。主演はジャニーズWESTの藤井流星と濵田崇裕。

## キャスト
- 堀口学（ガク） - 藤井流星（ジャニーズWEST）
- 米澤真央（マオ） - 濵田崇裕（ジャニーズWEST）
- 伊田公貴（コウキ） - 前田航基（まえだまえだ）
- 仁純（ジュン） - 吉田靖直（トリプルファイヤー）
- 田村（タムラ） - 新井浩文

### ゲスト
- 米澤看護師 - 大西礼芳

## スタッフ
- 企画・演出：橋本和明
- 監督：中尾浩之（P.I.C.S.）
- 脚本：じろう（シソンヌ）
- プロデューサー：大倉寛子、長松谷太郎（ジェイ・ストーム）、平賀大介（P.I.C.S）
- チーフプロデューサー：福士睦
- 音楽：上水樽力
- 主題歌：ジャニーズWEST「ドラゴンドッグ」（ジャニーズ・エンタテイメント）
- 制作プロダクション：P.I.C.S
- 製作著作：日本テレビ、ジェイ・ストーム

## 放送局
| 放送期間                | 放送時間                     | 放送局         | 対象地域   | 備考   |
| ----------------------- | ---------------------------- | -------------- | ---------- | ------ |
| 2018年1月23日 - 3月27日 | 火曜 0:59 - 1:29（月曜深夜） | 日本テレビ     | 関東広域圏 | 制作局 |
| 2018年1月28日 -         | 月曜 2:31 - 3:01（日曜深夜） | 読売テレビ     | 近畿広域圏 |        |
| 2018年1月29日 -         | 火曜 2:04 - 2:34（月曜深夜） | 福岡放送       | 福岡県     |        |
| 2018年1月31日 -         | 木曜 1:43 - 2:13（水曜深夜） | 中京テレビ     | 中京広域圏 |        |
| 2018年2月3日 -          | 日曜 2:20 - 2:50（土曜深夜） | 静岡第一テレビ | 静岡県     |        |
|                         | 日曜 1:25 - 1:55（土曜深夜） | 青森放送       | 青森県     |        |
| 2018年2月7日 -          | 木曜 0:59 - 1:34（水曜深夜） | テレビ金沢     | 石川県     |        |
| 2018年2月26日 -         | 火曜 0:59 - 1:29（月曜深夜） | 宮城テレビ     | 宮城県     |        |
| 2018年9月2日 -          | 日曜 1:25 - 1:55（土曜深夜） | 高知放送       | 高知県     |        |